# Онорато Кампос, Эдерсон
Эдерсон Онорато Кампос (порт. Ederson Honorato Campos; 13 января 1986, Парапуан) — бразильский футболист, полузащитник.

## Биография
Начинал свою футбольную жизнь на улицах Сан-Паулу. В 16 лет он был заявлен за команду низших бразильских дивизионов — «Футебол», но не провёл там ни одного матча. Вскоре перешёл в «Жувентуде», в котором сыграл несколько матчей и был вызван в сборную Бразилии (до 17 лет) на чемпионат мира в Финляндии. Бразильцы выиграли этот турнир.
Вскоре поступило предложение от «Ниццы» и Эдерсон перешёл во французский клуб. Его дебют состоялся 5 февраля 2005 года в матче против «Метца», в котором бразилец сыграл 72 минуты. Свой первый гол за «Ниццу» он забил в третьей игре, поразив мощным ударом угол ворот «Монако». Тот матч «Ницца» выиграла 2:1. На следующий сезон Эдерсон получил свой любимый 10-й номер.
В последнем своём сезоне за «Ниццу» Эдерсон сыграл 36 матчей и забил восемь мячей. В январе подписал контракт с «Лионом», по окончании сезона он присоединился к чемпиону Франции последних лет. Сумма контракта составила 14 млн €.
2 июля 2012 года Эдерсон перешёл в клуб итальянской Серии A на правах свободного агента, заключив 5-летний контракт с «Лацио».
26 июля 2010 года Эдерсон был впервые вызван в главную сборную страны для участия в августе в товарищеском матче против сборной США. В 2009 году бразилец мог сыграть за сборную Франции, так как получил вид на жительство. Дебютировал за «селесао» в товарищеском матче против сборной США, но через пару минут получил травму и был заменён на Карлоса Эдуардо.
С 2015 года выступает за «Фламенго». С «рубро-негрос» в 2017 году выиграл чемпионат штата Рио-де-Жанейро.
В июле 2017 года у Эдерсона была выявлена злокачественная опухоль яичка. Диагноз был поставлен после того, как две допинг-пробы футболиста (после матчей против «Атлетико Минейро» и «Атлетико Гояниенсе», сыгранные 13 и 17 мая соответственно) дали положительный результат.

## Достижения
- Чемпион штата Рио-де-Жанейро (1): 2017
- Чемпион штата Риу-Гранди-ду-Сул (1): 2004
- Обладатель Кубка Франции (1): 2012
- Обладатель Кубка Италии (1): 2013
- Финалист Кубка Бразилии (1): 2017
- Финалист Южноамериканского кубка (1): 2017
- Чемпион мира среди юношей (1): 2003